# Макмак Іван Феофанович
Іван Феофанович Макмак народився 10 вересня 1931 року в с. Малоянісоль. Там же закінчив 10 класів. В перші післявоєнні роки в Малоянісолі було п'ять колгоспів і одна машино-тракторна станція (МТС). В МТС були зібрані вся техніка і механізатори, які її обслуговували та займалися обробкою земель. Тому у хлопців, закоханих у техніку, не виникало питання, куди йти вчитися. Так і Іван: з атестатом про закінчення Малоянісольської десятирічки без вагань подав документи до Азово-Чорноморського інституту механізації та електрифікації сільського господарства.
Після закінчення інституту (1954 р.) працював головним інженером радгоспу в Західно-Казахстанській області.
Через декілька років Іван Феофанович повертається в рідні місця. Йому пропонують роботу головного інженера щойно створеної Володарської птахофабрики у Волноваському районі. Молодий, але досвідчений фахівець, разом з іншими спеціалістами зайнявся підвищенням технічної надійності та ефективності праці машин та механізмів в господарстві, вивченням та впровадженням передового досвіду в рослинництві та тваринництві. Завдяки відмінним організаторським якостям, високій працездатності головного інженера Макмака І. Ф. та його колег, Володарська птахофабрика стала однією з кращих, а їх досвід роботи вивчали та впроваджували інші фабрики.
В 1967 році Івана Феофановича перевели у Нікольський  район на посаду головного інженера райуправління сільського господарства. В порівнянні з попередньою роботою значно збільшилися масштаби та сфера діяльності, але з'явилися можливості випробувати себе у великій справі. Високий професіоналізм, наполегливість, компетентність головного інженера вивели інженерну службу Нікольського району на високий рівень. За короткий проміжок часу в господарствах району було побудовано 10 ремонтних майстерень, 15 ангарів для ремонту та зберігання комбайнів, 10 інженерно-технічних комплексів з повним циклом технічного забезпечення, що дало змогу надійно технічно обслуговувати машинно-тракторний парк та здійснювати кваліфіковано ремонт сільгоспмашин.
Єдина в області інженерна служба Нікольського району, очолювана Макмаком І. Ф. забезпечила ремонт та підготовку всієї сільгосптехніки до нового року.
За трудові досягнення Іван Феофанович Макмак нагороджений орденом «Знак Пошани», медалями «За трудовое отличие», «За освоение целинных земель», багатьма грамотами та подяками. Разом з дружиною виховали двох синів та дочку.
На заслуженому відпочинку Іван Феофанович довго не перебував, почав займатися громадською діяльністю. Як людині з активною життєвою позицією, було запропоновано очолити районну організацію ветеранів війни та праці (2003 р.). 9 років Іван Феофанович був головою районної ради ветеранів війни та праці. З великою відповідальністю він виконував доручення своїх колег та всіх, хто звертався до нього. Так, з ініціативи ради ветеранів була відкрита «Алея героїв Радянського Союзу та Соціалістичної праці», був зроблений ремонт в центральній лікарні в палатах для лікування ветеранів, в Краєзнавчому музеї Нікольського району обладнаний Зал воїнської слави та вирішене питання його водопостачання.
В 2005 році районною радою ветеранів разом з відділами освіти, культури та туризму Ныкольської РДА до ювілейних дат Перемоги у Другій світовій війні було вирішено проводити конкурси творчих робіт серед школярів під девізом «Знаю. Пам'ятаю. Горджуся». Такі конкурси були проведені в 2005, 2010 та 2015 рр. Володарська районна організація ветеранів війни та праці під керівництвом І. Ф. Макмака п'ять разів ставала переможцем районного рейтингу «Кришталевий колос» у номінації «Краща громадська організація року».
Завжди уважний, коректний, привітний Іван Феофанович здобув повагу оточуючих. Працюючи головою районної ради ветеранів, він вніс вагомий особистий внесок в сферу соціального захисту учасників війни, самотніх пенсіонерів, людей похилого віку. В 2011 році Указом Президента України за вагомий внесок в забезпечення державної політики захисту населення, прав недієздатних громадян похилого віку, високий професіоналізм та в зв'язку з Днем працівника соціальної сфери І. Ф. Макмак нагороджений медаллю «За працю і звитягу».
Згідно розпорядження голови Нікольської районної ради від 16.08.12 р. № 463/50 І. Ф. Макмаку присвоєне звання «Почесний громадянин Нікольського району».
Помер І. Ф. Макмак у 2016 році.